# Джонсон, Каллум
Ка́ллум Джо́нсон (англ. Callum Johnson; род. 20 августа 1985, Бостон) — британский боксёр-профессионал, выступающий в полутяжёлой, и в первой тяжёлой весовых категориях. Выступал за сборную Шотландии по боксу в конце 2000-х годов, чемпион Игр Содружества (2010), победитель и призёр многих международных турниров в любителях.
Среди профессионалов бывший претендент на титул чемпиона мира по версии IBF (2018), чемпион по версии WBO Global (2021—2023), чемпион Британского содружества (2016—2018), чемпион Великобритании по версии BBBofC (2018) в полутяжёлом весе.

## Биография
Каллум Джонсон родился 20 августа 1985 года в городе Бостон графства Линкольншир, Англия.
Занимался боксом с раннего детства в одном из местных клубов, позже в возрасте шестнадцати лет переехал на постоянное жительство в Линкольн, проходил подготовку в зале Terry Allen Unique ABC. Несмотря на английскую национальность и проживание в Англии, в течение шести лет боксировал в Шотландии, на международных соревнованиях представлял шотландскую сборную (его бабушка родом из Глазго).

### Любительская карьера
Впервые заявил о себе в боксе в 2007 году, когда стал чемпионом Шотландии в зачёте полутяжёлой весовой категории, выиграл серебряную медаль на международном турнире Box-Am в Испании, дошёл до четвертьфинала на международном турнире «Таммер» в Финляндии.
На чемпионате Шотландии 2008 года в полуфинале сломал ногу и в связи с этой травмой вынужден был пропустить значительную часть сезона. При всём при том, победил на Кубке Сент-Катаринса в Канаде, взял бронзу на турнире «Таммер», отметился выступлением на чемпионате Европы в Ливерпуле, где в 1/8 финала по очкам уступил немцу Рене Краузе.
В 2009 году вновь выиграл шотландское национальное первенство в полутяжёлом весе, был лучшим на турнире «Золотой гонг» в Македонии, боксировал на турнире Gee-Bee в Хельсинки.
На Играх Содружества 2010 года в Дели благополучно прошёл всех соперников по турнирной сетке и завоевал золотую медаль.
В общей сложности Каллум Джонсон провёл 120 поединков на любительском уровне, из них выиграл 95. Боксировал на 40 международных турнирах.

### Профессиональная карьера
Вскоре по окончании Игр Содружества Джонсон покинул расположение шотландской сборной и в декабре 2010 года успешно дебютировал на профессиональном уровне. Долгое время шёл без поражений, выступал преимущественно на территории Великобритании на боксёрских вечерах промоутера Фрэнка Уоррена, при этом ведением его карьеры занимался менеджер Насим Хамед.
В сентябре 2016 года завоевал вакантный титул чемпиона Содружества в полутяжёлой весовой категории.
В марте 2018 года защитил титул чемпиона Содружества и дополнительно стал чемпионом Великобритании, выиграв техническим нокаутом у соотечественника Фрэнка Бульони (21-2-1).
Имея в послужном списке 17 побед без единого поражения, Джонсон удостоился права оспорить титул чемпиона мира по версии Международной боксёрской федерации (IBF), который на тот момент принадлежал россиянину Артуру Бетербиеву (12-0). Чемпионский бой между ними состоялся в октябре 2018 года в США, в итоге Бетербиев нокаутировал Джонсона в четвёртом раунде и сохранил за собой чемпионский пояс.
Несмотря на проигрыш, Каллум Джонсон продолжил выходить на ринг и в марте 2019 года в США выиграл техническим нокаутом у американца Шона Монахана (29-2).

## Статистика профессиональных боёв
В таблице перечислены результаты всех поединков боксёров.
В каждой строке указан результат поединка. Дополнительно номер поединка обозначен цветом, который обозначает итог поединка. Расшифровка обозначений и цветов представлена в нижеследующей таблице.
| Пример | Расшифровка                     |
| ------ | ------------------------------- |
|        | Победа                          |
|        | Ничья                           |
|        | Поражение                       |
|        | Планируемый поединок            |
|        | Поединок признан несостоявшимся |
| КО     | Нокаут                          |
| ТКО    | Технический нокаут              |
| PTS    | Решение судей (по очкам)        |
| UD     | Единогласное решение судей      |
| MD     | Решение большинства судей       |
| SD     | Раздельное решение судей        |
| RTD    | Отказ от продолжения боя        |
| DQ     | Дисквалификация                 |
| NC     | Поединок признан несостоявшимся |

| 22 поединка, 21 победа (15 нокаутом), 1 поражение. | 22 поединка, 21 победа (15 нокаутом), 1 поражение. | 22 поединка, 21 победа (15 нокаутом), 1 поражение. | 22 поединка, 21 победа (15 нокаутом), 1 поражение. | 22 поединка, 21 победа (15 нокаутом), 1 поражение.             | 22 поединка, 21 победа (15 нокаутом), 1 поражение. | 22 поединка, 21 победа (15 нокаутом), 1 поражение. |
| Бой                                                | Рекорд                                             | Дата боя                                           | Соперник                                           | Место проведения боя                                           | Раундов, время                                     | Дополнительно |
| -------------------------------------------------- | -------------------------------------------------- | -------------------------------------------------- | -------------------------------------------------- | -------------------------------------------------------------- | -------------------------------------------------- | --- |
| 22                                                 | 21-1                                               | 8 декабря 2023                                     | Дэррил Шарп (8-120-1)                              | The Fuse, Партингтон, Большой Манчестер, Великобритания        | KO 1 (6), 1:37                                     | |
| Перерыв в 2,2 года.                                |                                                    |                                                    |                                                    |                                                                |                                                    | |
| 21                                                 | 20-1                                               | 9 октября 2021                                     | Сервер Эмурлаев (24-2)                             | Utilita Arena, Бирмингем, Уэст-Мидлендс, Великобритания        | MD 10 (10)                                         | Счёт: 99-92, 96-94, 95-95. Защитил титул чемпиона по версии WBO Global (1-я защита Джонсона) в полутяжёлом весе.                                                        |
| 20                                                 | 19-1                                               | 24 апреля 2021                                     | Эмиль Маркич (32-2)                                | Йорк-холл, Лондон, Великобритания                              | TKO 2 (10), 2:37                                   | Завоевал вакантный титул чемпиона по версии WBO Global в полутяжёлом весе.                                                                                              |
| Перерыв в 2,1 года.                                |                                                    |                                                    |                                                    |                                                                |                                                    | |
| 19                                                 | 18-1                                               | 9 марта 2019                                       | Шон Монаган (29-2)                                 | Turning Stone Resort Casino, Верона, штат Нью-Йорк, США        | TKO 3 (10), 0:23                                   | |
| 18                                                 | 17-1                                               | 6 октября 2018                                     | Артур Бетербиев (12-0)                             | Wintrust Arena, Чикаго, Иллинойс, США                          | KO 4 (12), 2:36                                    | Бой за титул чемпиона мира по версии IBF (1-я защита Бетербиева) в полутяжёлом весе.                                                                                    |
| 17                                                 | 17-0                                               | 24 марта 2018                                      | Фрэнк Бульони (21-2-1)                             | O2 Арена, Лондон, Великобритания                               | TKO 1 (12), 1:31                                   | Завоевал титул чемпиона Великобритании (3-я защита Бульони) по версии BBBofC и защитил титул чемпиона Британского содружества (1-я защита Джонсона) в полутяжёлом весе. |
| Перерыв в 1,5 года.                                |                                                    |                                                    |                                                    |                                                                |                                                    | |
| 16                                                 | 16-0                                               | 24 сентября 2016                                   | Уиллбифорс Шихепо (23-8)                           | Манчестер Арена, Манчестер, Ланкашир, Великобритания           | KO 9 (12), 2:07                                    | Завоевал вакантный титул чемпиона Британского содружества в полутяжёлом весе.                                                                                           |
| 15                                                 | 15-0                                               | 18 июня 2016                                       | Норберт Секереш (18-49-3)                          | Event City, Trafford Park, Манчестер, Ланкашир, Великобритания | TKO 1 (6), 2:32                                    | Завоевал вакантный титул чемпиона Британского содружества в полутяжёлом весе.                                                                                           |
| Бой                                                | Рекорд                                             | Дата боя                                           | Соперник                                           | Место проведения боя                                           | Раундов, время                                     | Дополнительно |